# Gustav Gebhardt

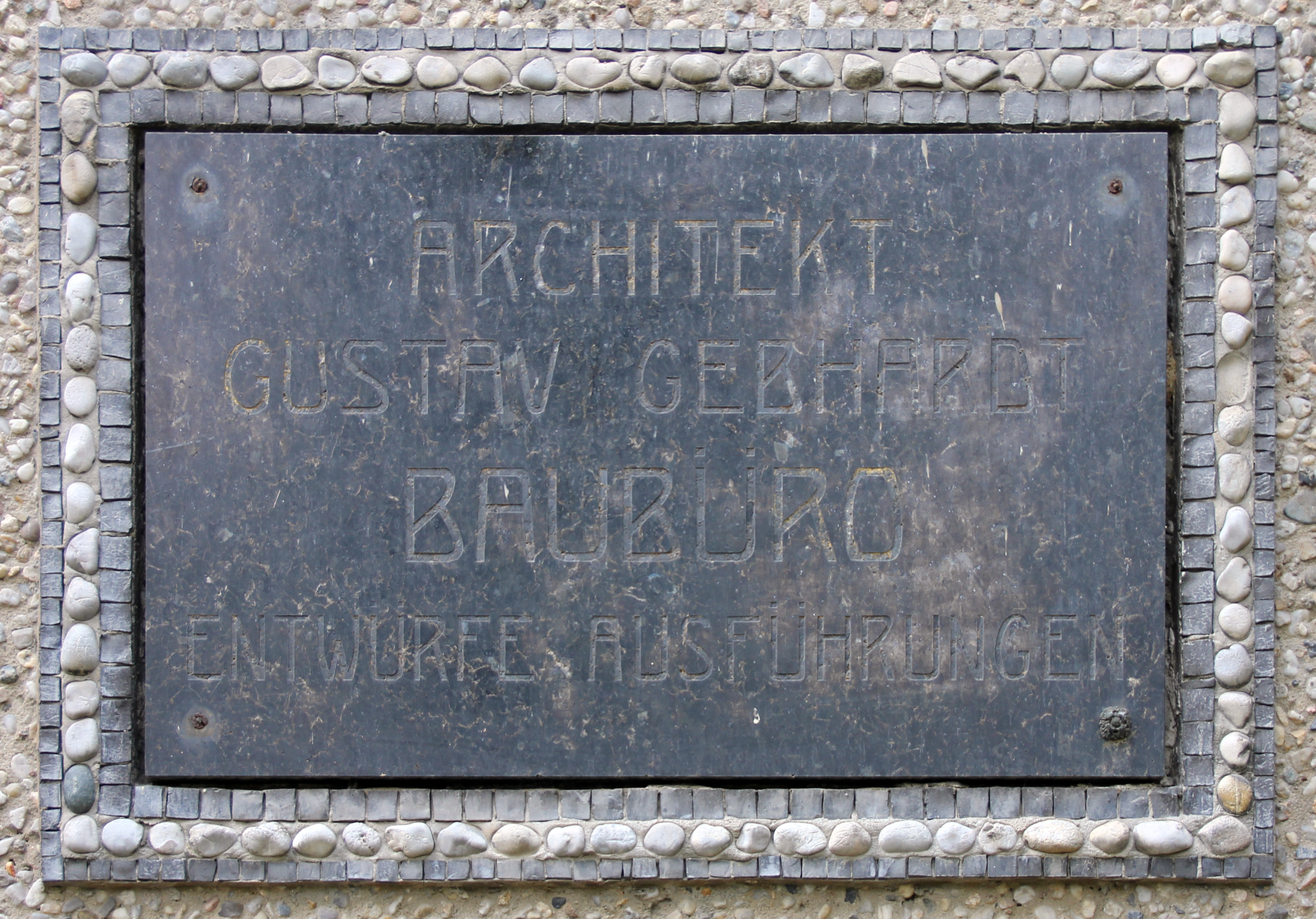
Tafel für das Baubüro Gustav Gebhardts

Franz Gustav Wilhelm Gebhardt (* 30. April 1868 in Berlin; † 7. April 1926 ebenda) war ein deutscher Architekt. In Berlin entstanden nach seinen Plänen zahlreiche Gebäude, teils Wohnhäuser, teils Geschäftshäuser. Einige seiner Bauten stehen mittlerweile unter Denkmalschutz.

## Leben
Gustav Gebhardt studierte an der Technischen Hochschule Charlottenburg. Anschließend fand er eine Anstellung im Architekturbüro von Max Alterthum und Simon Zadek in Charlottenburg. In der Zeit seiner Mitarbeit bei diesem Büro trat Gustav Gebhardt bereits mit eigenen Entwürfen hervor.
Mitte 1899 lebte und arbeitete er in Budapest, wo er für ein Bauunternehmen ein Wohn- und Geschäftshaus entwarf und bei der Bauausführung mitwirkte.
Etwa 1910 machte sich Gebhardt in Berlin selbstständig. Er bezog im Haus des Architekten Simon Zadek (Fasanenstraße 13) eine Wohnung und betrieb hier unter seinem Namen das Büro. Max Alterthum und Simon Zadek hatten ihr Atelier für Architektur und Bauausführung inzwischen in das Haus Taubenstraße 23 in Berlin verlegt und einen Geschäftsführer eingesetzt.
1911 heiratete Gebhardt in Friedenau die verwitwete Rentiere Ida Wilhelmine Brown geb. Reichau.

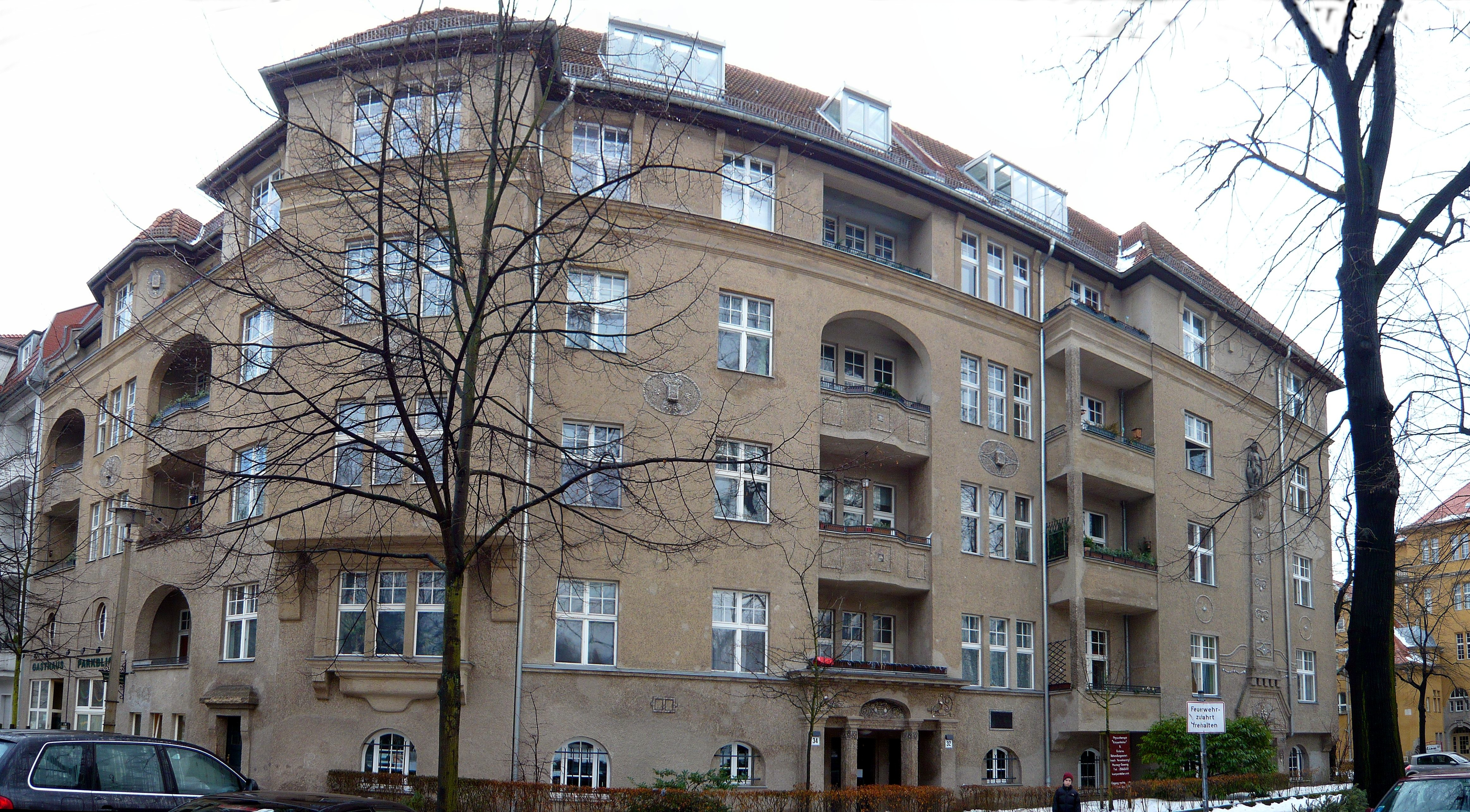
Wohnbebauung Parkaue 24, 32, 34 in Berlin-Lichtenberg

Im Jahr 1926 weist ihn das Berliner Adressbuch mit seiner Wohnung in Berlin-Lichtenberg, Parkaue 6/7, aus. Diese befand sich ganz in der Nähe von Gebhardts Baubüro (Parkaue 10) und der nach seinen Plänen errichteten Wohnbebauung Parkaue 24, 32, 34.
Gebhardt starb 1926 im Krankenhaus am Urban.

## Bauten und Entwürfe

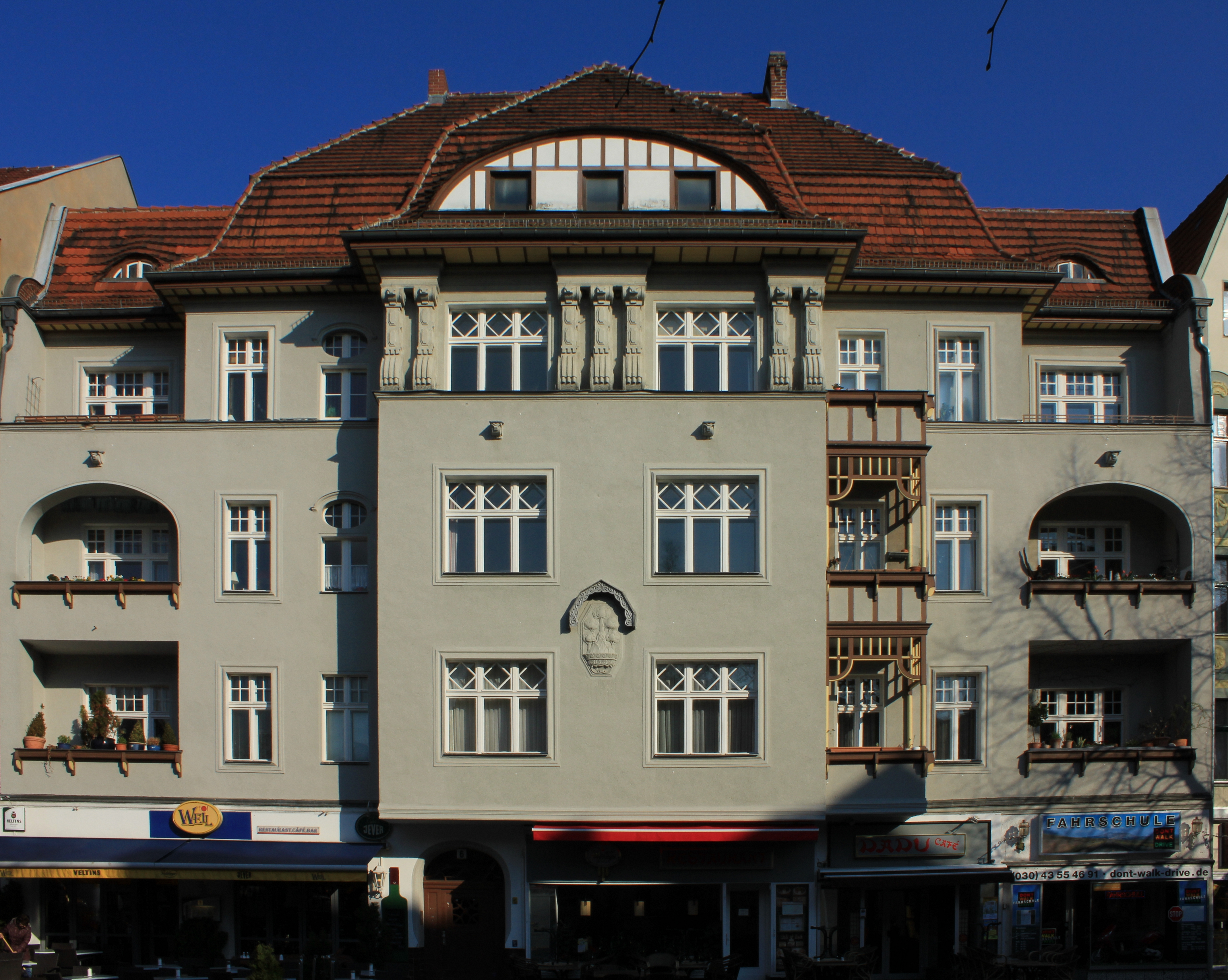
Fassade des Hauses Alt-Tegel 6

Gebhardts frühe Entwürfe zeigen neben historistischen Grundzügen meist reiche, eigenwillige Dekorationen im Jugendstil. Die um 1910/1914 entstandenen Bauten lassen sich in ihren schlichteren, ruhigeren Formen der Reformarchitektur zuordnen.
- 1892–1893: Geschäftshaus Haus am Bullenwinkel in Berlin-Mitte, Hausvogteiplatz 3–4 (gemeinsam mit Hermann August Krause; unter Denkmalschutz[9]; seit den 1990er Jahren Sitz der Botschaft der Republik Slowenien[10])
- 1896–1897: Wohn- und Geschäftshaus in Berlin-Schöneberg, Motzstraße 22 (ursprünglich mit Hausnummer 14 und zur Stadt Charlottenburg gehörend)[11][12]
- 1899–1900: Wohn- und Geschäftshaus der Gebrüder Grünwald in Budapest, Szobi utca 5 (zusammen mit dem Architekten, Bauunternehmer und Bauherrn Moritz Grünwald)[13]
- 1912: Wohn- und Geschäftshaus in Berlin-Tegel, Alt-Tegel 6 (mit Gustav Müller)[14]
- 1914–1915: Wohnhausgruppe in Berlin-Lichtenberg, Parkaue 24, 32, 34[4][15]